# Jurków (Basse-Silésie)
Pour les articles homonymes, voir Jurków.
Jurków est une localité polonaise de la gmina de Warta Bolesławiecka, située dans le powiat de Bolesławiec en voïvodie de Basse-Silésie.